# Monfarracinos
Monfarracinos település Spanyolországban,  Zamora tartományban. Monfarracinos Valcabado, Cubillos, Molacillos, Coreses és Zamora községekkel határos. Lakosainak száma 995 fő (2024).

## Népesség
A település népessége az utóbbi években az alábbiak szerint változott:
| Lakosok száma | 605  | 744  | 828  | 872  | 924  | 1001 | 981  | 967  | 978  | 995  |
|               | 2001 | 2004 | 2007 | 2009 | 2012 | 2014 | 2017 | 2019 | 2022 | 2024 |